# Брукс, Уилл
Уилли Лав Брукс (англ. Willie Love Brooks; 8 октября 1986, Чикаго) — американский боец смешанного стиля, представитель лёгкой весовой категории. Выступает на профессиональном уровне начиная с 2011 года, известен по участию в турнирах таких бойцовских организаций как UFC, Bellator, Dream, владел титулом чемпиона Bellator в лёгком весе. Действующий чемпион Titan FC в полусреднем весе.

## Биография
Уилл Брукс родился 8 октября 1986 года в городе Чикаго штата Иллинойс. В школьные годы занимался борьбой, но гораздо больше внимания уделял футболу. Поступив в колледж, присоединился к студенческой футбольной команде «Харпер Хокс», однако по совету приятеля решил сменить специализацию и серьёзно занялся смешанными единоборствами.

### Начало профессиональной карьеры
Дебютировал в ММА на профессиональном уровне в январе 2011 года, победил своего соперника техническим нокаутом в первом же раунде. Дрался преимущественно на территории штата Иллинойс в местных небольших промоушенах, таких как XFO и CCC — во всех случаях неизменно выходил из поединков победителем. В декабре 2012 года выступил на новогоднем турнире Dream в Японии, где техническим нокаутом выиграл у известного японского бойца Сатору Китаоки.

### Bellator MMA
Имея в послужном списке девять побед и ни одного поражения, в 2013 году Брукс привлёк к себе внимание крупной американской организации Bellator Fighting Championships и сразу стал участником гран-при восьмого сезона в лёгкой весовой категории. На стадии четвертьфиналов единогласным решением судей он взял верх над бразильцем Рикарду Тирлони, но в полуфинале за 43 секунды был нокаутирован соотечественником Саадом Авадом, потерпев первое в своей карьере поражение.
Впоследствии выиграл рейтинговый бой с малоизвестным бойцом Крисом Лейвой и принял участие в гран-при легковесов девятого сезона. В четвертьфинале, полуфинале и финале единогласным судейским решением победил Джона Алессио, Саада Авада и Александра Сарнавского соответственно. Чемпион Bellator в лёгком весе Эдди Альварес должен был защищать свой титул в бою против Майкла Чендлера, но получил травму и был заменён выигравшим гран-при Уиллом Бруксом, при этом организаторы поставили на кон титул временного чемпиона. Поединок между ними продлился все пять раундов, в итоге Брукс победил раздельным решением судей. Поскольку чемпион Альварес вскоре покинул промоушен, принадлежавший ему титул стал вакантным — в ноябре 2014 года его разыграли в матче-реванше между Чендлером и Бруксом. На сей раз Брукс одержал победу техническим нокаутом в четвёртом раунде и завоевал тем самым титул бесспорного чемпиона Bellator в лёгкой весовой категории.
Брукс сумел дважды защитить полученный чемпионский пояс, выиграв единогласными решениями у Дейва Дженсена и Марцина Хельда. В мае 2016 года в связи с окончанием контракта он объявил об уходе из Bellator, оставив свой титул вакантным.

### Ultimate Fighting Championship
В июне 2016 года стало известно, что Уилл Брукс подписал контракт на шесть боёв с крупнейшей бойцовской организацией мира Ultimate Fighting Championship. Дебютировал здесь в поединке с Россом Пирсоном, по итогам трёх раундов выиграл у него единогласным решением судей. Затем, однако, потерпел поражение нокаутом от бразильца Алекса Оливейры — таким образом прервалась его впечатляющая серия из девяти побед.

## Статистика в профессиональном ММА
| Боёв 32  | Побед 26 | Поражений 5 |
| -------- | -------- | ----------- |
| Нокаутом | 7        | 2           |
| Сдачей   | 6        | 3           |
| Решением | 13       | 0           |
| Ничьи    | 1        | 1           |

| Результат | Рекорд | Соперник                       | Способ                       | Турнир                                                    | Дата             | Раунд | Время | Место                            | Примечание                                                           |
| --------- | ------ | ------------------------------ | ---------------------------- | --------------------------------------------------------- | ---------------- | ----- | ----- | -------------------------------- | -------------------------------------------------------------------- |
| Победа    | 26-5-1 | Предраг Богданович             | TKO (удары локтями и руками) | Titan FC 82                                               | 2 июня 2023      | 5     | 3:24  | Сербия                           | Завоевал вакантный титул чемпиона Tutan FC в полусреднем весе        |
| Победа    | 25-5-1 | Джонаски Соджо                 | Сдача (удушение сзади)       | Titan FC 81                                               | 14 апреля 2023   | 3     | 3:17  | Санто-Доминго                    |                                                                      |
| Победа    | 24-5-1 | Луис Пенья                     | Раздельное решение           | XMMA 5                                                    | 23 июля 2022     | 3     | 5:00  | Колумбия, Северная Каролина, США | Бой в промежуточном весе                                             |
| Победа    | 23-5-1 | Хосе Душ Сантуш Карнеиро Фильо | Сдача (удушение сзади)       | AOS3                                                      | 30 октября 2021  | 3     | 4:54  | Индиана, Форт-Уэйн, США          |                                                                      |
| Победа    | 22-5-1 | Стивен Сайлер                  | Единогласное решение         | XMMA2: Saunders vs Nijem                                  | 30 июля 2021     | 3     | 5:00  | Южная Каролина, Гринвилл, США    |                                                                      |
| Поражение | 21-5-1 | Глейсон Тибау                  | Сдача (гильотина)            | Battlefield Fighting Championship FC 2                    | 27 июля 2019     | 1     | 3:34  | Китай, Макао                     |                                                                      |
| Ничья     | 21-4-1 | Рашид Магомедов                | Единогласное решение         | PFL 9                                                     | 13 октября 2018  | 2     | 5:00  | Лонг-Бич, США                    | Четвертьфинал плей-офф PFL в лёгком весе.                            |
| Победа    | 21-4   | Роберт Уотли                   | Единогласное решение         | PFL 5                                                     | 2 августа 2018   | 3     | 5:00  | Юниондейл, США                   |                                                                      |
| Победа    | 20-4   | Луис Фирмину                   | Единогласное решение         | PFL 2                                                     | 21 июня 2018     | 3     | 5:00  | Чикаго, США                      |                                                                      |
| Поражение | 19-4   | Ник Ленц                       | Сдача (гильотина)            | UFC Fight Night: Werdum vs. Tybura                        | 19 ноября 2017   | 2     | 2:05  | Сидней, Австралия                |                                                                      |
| Поражение | 19-3   | Шарлис Оливейра                | Сдача (удушение сзади)       | UFC 210                                                   | 8 апреля 2017    | 1     | 2:30  | Буффало, США                     |                                                                      |
| Поражение | 19-2   | Алекс Оливейра                 | KO (удары руками)            | UFC Fight Night: Lineker vs. Dodson                       | 1 октября 2016   | 3     | 3:30  | Портленд, США                    | Бой в промежуточном весе 161.5 lbs; Оливейра не сделал вес.          |
| Победа    | 19-1   | Росс Пирсон                    | Единогласное решение         | The Ultimate Fighter: Team Joanna vs. Team Cláudia Finale | 8 июля 2016      | 3     | 5:00  | Лас-Вегас, США                   |                                                                      |
| Победа    | 18-1   | Марцин Хельд                   | Единогласное решение         | Bellator 145                                              | 6 ноября 2015    | 5     | 5:00  | Сент-Луис, США                   | Защитил титул чемпиона Bellator в лёгком весе.                       |
| Победа    | 17-1   | Дейв Дженсен                   | Единогласное решение         | Bellator 136                                              | 10 апреля 2015   | 5     | 5:00  | Ирвайн, США                      | Защитил титул чемпиона Bellator в лёгком весе.                       |
| Победа    | 16-1   | Майкл Чендлер                  | TKO (удары руками)           | Bellator 131                                              | 15 ноября 2014   | 4     | 3:48  | Сан-Диего, США                   | Выиграл вакантный титул бесспорного чемпиона Bellator в лёгком весе. |
| Победа    | 15-1   | Майкл Чендлер                  | Раздельное решение           | Bellator 120                                              | 17 мая 2014      | 5     | 5:00  | Саутавен, США                    | Выиграл титул временного чемпиона Bellator в лёгком весе.            |
| Победа    | 14-1   | Александр Сарнавский           | Единогласное решение         | Bellator 109                                              | 22 ноября 2013   | 3     | 5:00  | Бетлехем, США                    | Финал гран-при 9 сезона Bellator в лёгком весе.                      |
| Победа    | 13-1   | Саад Авад                      | Единогласное решение         | Bellator 105                                              | 25 октября 2013  | 3     | 5:00  | Рио-Ранчо, США                   | Полуфинал гран-при 9 сезона Bellator в лёгком весе.                  |
| Победа    | 12-1   | Джон Алессио                   | Единогласное решение         | Bellator 101                                              | 27 сентября 2013 | 3     | 5:00  | Портленд, США                    | Четвертьфинал гран-при 9 сезона Bellator в лёгком весе.              |
| Победа    | 11-1   | Крис Лейва                     | TKO (удары руками)           | Bellator 97                                               | 31 июля 2013     | 3     | 2:20  | Рио-Ранчо, США                   |                                                                      |
| Поражение | 10-1   | Саад Авад                      | KO (удары руками)            | Bellator 91                                               | 28 февраля 2013  | 1     | 0:43  | Рио-Ранчо, США                   | Полуфинал гран-при 8 сезона Bellator в лёгком весе.                  |
| Победа    | 10-0   | Рикарду Тирлони                | Единогласное решение         | Bellator 87                                               | 31 января 2013   | 3     | 5:00  | Маунт-Плезант, США               | Четвертьфинал гран-при 8 сезона Bellator в лёгком весе.              |
| Победа    | 9-0    | Сатору Китаока                 | TKO (удары руками)           | Dream 18                                                  | 31 декабря 2012  | 2     | 3:46  | Сайтама, Япония                  |                                                                      |
| Победа    | 8-0    | Дрю Добер                      | Единогласное решение         | Disorderly Conduct: The Yin & The Yang                    | 10 августа 2012  | 3     | 5:00  | Омаха, США                       |                                                                      |
| Победа    | 7-0    | Тори Боггесс                   | TKO (удары руками)           | XFO 44                                                    | 16 июня 2012     | 1     | 4:20  | Хофман-Эстейтс, США              |                                                                      |
| Победа    | 6-0    | Райан Бикслер                  | Сдача (удушение сзади)       | Chicago Cagefighting Championship IV                      | 15 октября 2011  | 2     | 1:00  | Вилла-Парк, США                  |                                                                      |
| Победа    | 5-0    | Джозеф Ричардсон               | Сдача (рычаг локтя)          | XFO 41                                                    | 3 сентября 2011  | 1     | 3:49  | Айленд-Лейк, США                 |                                                                      |
| Победа    | 4-0    | Крис Пейдж                     | KO (удар рукой)              | XFO 40                                                    | 17 июля 2011     | 1     | 4:05  | Вилла-Парк, США                  |                                                                      |
| Победа    | 3-0    | Бобби Риарданс                 | Сдача (рычаг локтя)          | XFO 39                                                    | 13 мая 2011      | 3     | 3:22  | Хофман-Эстейтс, США              |                                                                      |
| Победа    | 2-0    | Гильермо Сермент               | Сдача (удушение сзади)       | Chicago Cagefighting Championship III                     | 5 марта 2011     | 2     | 0:45  | Вилла-Парк, США                  |                                                                      |
| Победа    | 1-0    | Джей Эр Хайнс                  | TKO (удары руками)           | XFO 38                                                    | 22 января 2011   | 1     | 2:09  | Вудсток, США                     |                                                                      |